# If You Were with Me Now

Az If You Were with Me Now című dal az ausztrál énekes-dalszerző Kylie Minogue és az amerikai R&B énekes Keith Washington közös dala. A dalt Mike Stock, és Pete Waterman írta, Minogue 4. Let’s Get to It című stúdióalbumára, mely 1991. október 21-én jelent meg az album második kislemezeként. A dal a 4. helyet érte el a brit kislemezlistán, valamint Top 10-es volt Írországban, valamint a legjobb harminc közé került Ausztráliában. A dal Minogue első olyan slágere, amelyben társíróként szerepel. 
Minogue és Washington külön-külön vették fel az éneket a PWL londoni stúdiójában, és a klip forgatásáig nem is találkoztak. A videó egyetlen pillanatában sem jelentek meg együtt, és nincs nyilvánvaló jele annak, hogy mindegyik jelenetet ugyanazon a helyen rögzítették. 

## Kritikák
Nick Levine a Digital Spy-tól a dalt olyan "latyakos duett"-nek nevezte. Betty Page az NME-től ezt írta: "Ammi az "If You Were with Me Now"-t illeti, azt jósolom, hogy a világ rettenetesen sokat fogja hallani ezt a dalt, valószínűleg karácsony környékén. Ez egy duett a "rejtélyes énekessel", Keith Washingtonnal, aki úgy hangzik, mint Lione fia, de segíthet Kylie-nek abba, hogy egy "Big American Hit" (Nagy amerikai sláger) legyen. Ez egy nagyon durva, és valószínűleg egy zseniális karrierlépés. A dalt az ausztrál Rage című klipműsorban kiemelték a "dúsan szép balladák" közül.
2023-ban Robert Moran, a The Sydney Morning Herald ausztrál bulvárlap munkatársa a dalt Minogue 178. legjobb dala közé sorolta a 183-ból, hozzátéve, hogy a dal úgy hangzik, mint az Aladdin filmzene betétdala.

## Formátum és számlista
- Ausztrál és UK CD single

1. "If You Were with Me Now" – 3:10
2. "I Guess I Like It Like That" – 5:59
3. "If You Were with Me Now" (extended version) – 5:06

- Ausztrál és UK kazetta single, UK 7-inch single

1. "If You Were with Me Now" – 3:10
2. "I Guess I Like It Like That" – 3:30

- UK 12-inch bakelit

1. "If You Were with Me Now" – 5:06
2. "I Guess I Like It Like That" – 5:59

Az ausztrál 12"-es bakeliten az A oldalon a I Guess I Like It Like That szerepel. Ez a dal csak 12" bakelit formátumban jelent meg.

## Slágerlista
| Slágerlista (1991)                    | Legjobb helyezések |
| ------------------------------------- | ------------------ |
| Ausztrália (ARIA)                     | 23                 |
| Belgium (Ultratop 50 Flanders)        | 31                 |
| Europe (Eurochart Hot 100)            | 18                 |
| Németország (Media Control Charts)    | 61                 |
| Írország (IRMA)                       | 7                  |
| Netherlands (Dutch Top 40 Tipparade)  | 9                  |
| Hollandia (Single Top 100)            | 56                 |
| Egyesült Királyság (UK Singles Chart) | 4                  |

| Slágerlista (1991) | Helyezés |
| ------------------ | -------- |
| UK Singles (OCC)   | 91       |